# 片岡直公
片岡 直公（かたおか なおきみ、1937年〈昭和12年〉1月1日 - ）は、千葉県市川市出身の日本の実業家。全日警創業者。

## 経歴
立教大学社会学部卒業後に父親が経営する、白黒ニュースフイルムを再生する会社の「三栄映材」に入社し、専務取締役に就任。
映画産業の衰退から転職を考えていた際に1964年開催の東京オリンピックでの開会式見学後に立ち寄った選手村でのきびきび動く警備員の姿を見て、感銘を受けた。1966年に友人5人と全日警を設立。当時は警備業の認知度も低かったため、片岡ら幹部自らが実演を交えた営業を行うこともあった。その後の三億円事件等の凶悪犯罪やテレビドラマ「東京警備指令 ザ・ガードマン」の大ヒット等により、世間での警備に対しての意識の高まりなどもあり、業界の認知度も上がり急成長。
全日警では、JR東海や羽田空港、中部国際空港などの主要インフラや公共施設、大型店の警備を請け負い、業界5位の大手企業に成長を遂げている。
また、片岡は出身地の市川市での活動も精力的に行っており、市川市商工会議所会頭、市川市観光協会会長を務めている。市川市八幡市民会館のネーミングライツも取得し、「全日警ホール」の名で知られている。
2011年秋の叙勲で旭日中綬章を受章している。
創業以来2011年まで全日警の社長を務め、同年をもって息子の片岡由文に譲り、自身は会長を務めている。

## 人物
- 小泉純一郎や麻生太郎、森田健作、平沼赳夫ら政界人との交流も広く、前述の旭日中綬章を受章した際の祝賀会に出席している[2]。また地元・市川市を地盤とする衆議院千葉県第5区選出の薗浦健太郎の後援会長も務める。
- 全日警のCMに長年出演していた元プロ野球選手の金田正一と交流があり、同様の席に出席している[2]。